# André Pohl

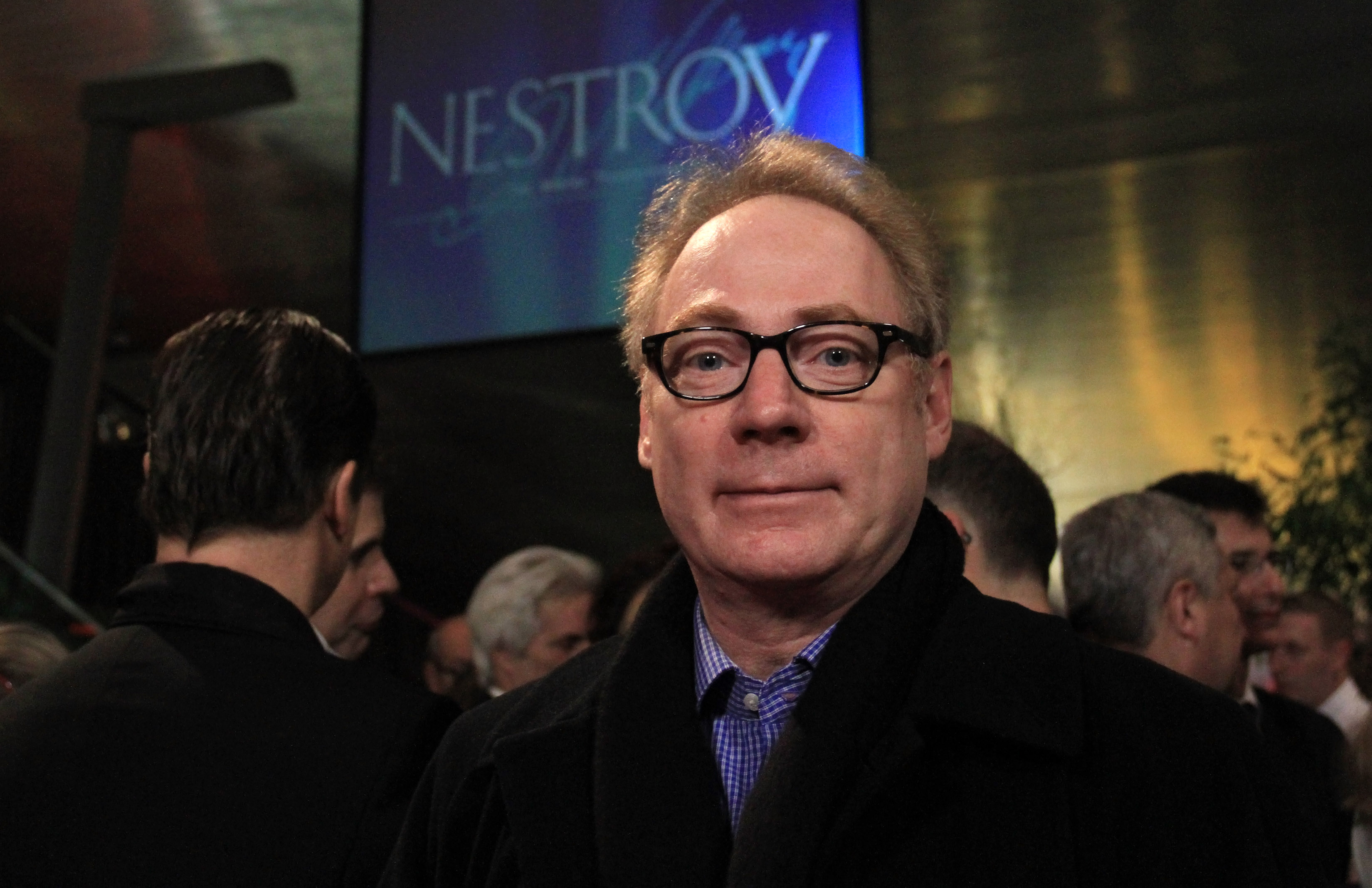
André Pohl (2012)

André Pohl (* 1956 in Bremerhaven) ist ein deutscher Schauspieler.

## Leben

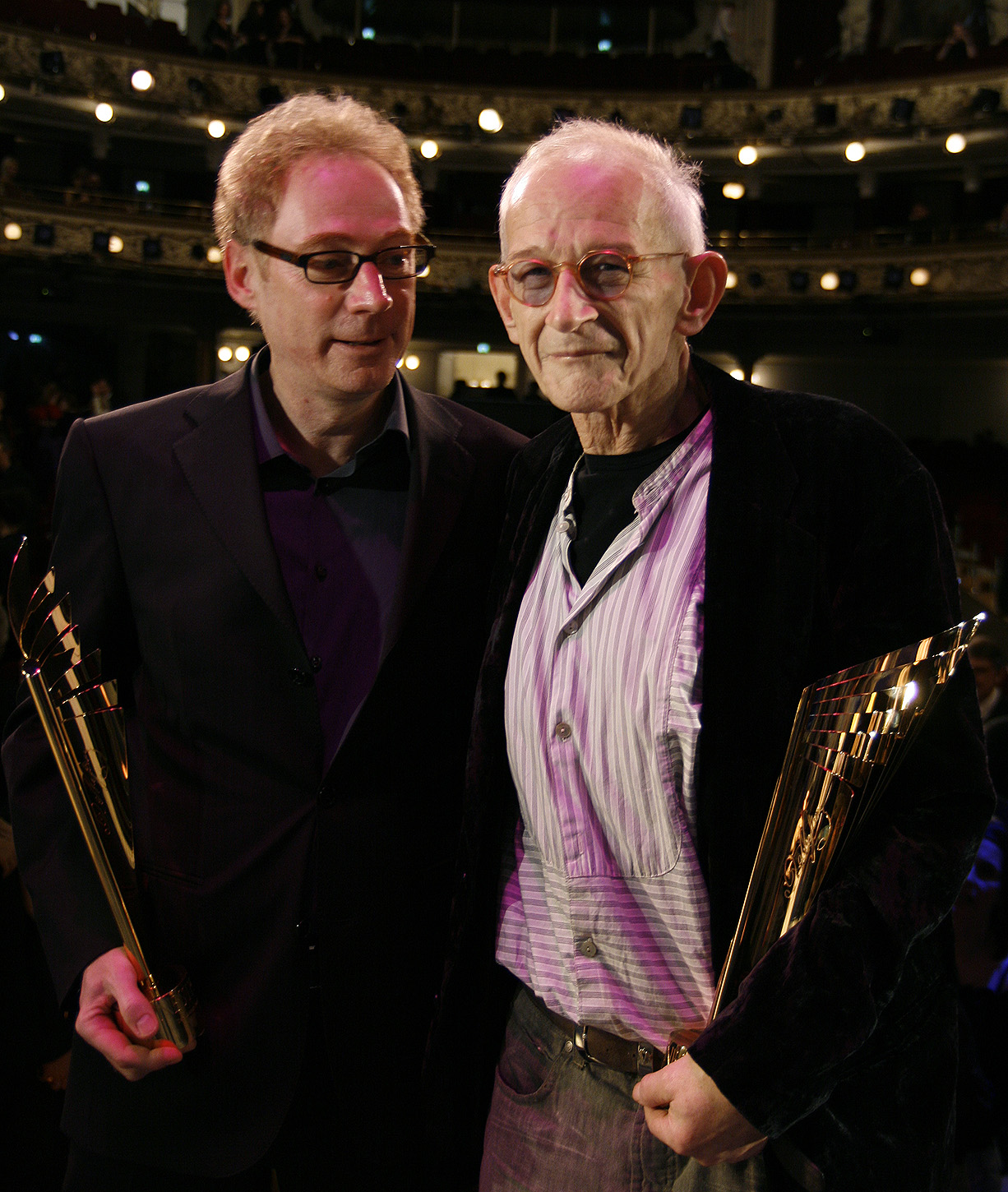
André Pohl (l.) mit Gert Jonke (Nestroy-Theaterpreis 2008)

André Pohl absolvierte seine Schauspielausbildung an der staatlichen Hochschule für Musik und Theater in Hamburg. Von 1986 bis 2002 war er festes Ensemblemitglied des Theaters in der Josefstadt in Wien, wo er seit 2008 erneut wiederholt als Schauspieler auf der Bühne steht und 2009 bei der Komödie im Dunkeln in den Kammerspielen sein Regiedebüt gab. Des Weiteren spielte er am Thalia Theater in Hamburg, am Staatstheater Braunschweig, an der Komödie im Bayerischen Hof in München, dem Wiener Volkstheater sowie in Darmstadt und Wiesbaden und ist Ensemblemitglied der Festspiele Reichenau.
Neben seiner Tätigkeit am Theater ist Pohl seit Mitte der 1980er-Jahre auch in Fernseh- und Kinofilmen zu sehen.

## Filmografie (Auswahl)
- 1986: Tatort – Automord
- 1995/2002: Kommissar Rex
- 1996: El Chicko – der Verdacht
- 1996: Alte Liebe – Neues Glück
- 2000: Die Ehre der Strizzis
- 2004: Forsthaus Falkenau – Herzenswunsch
- 2007: Die Rosenkönigin
- 2008: SOKO Kitzbühel
- 2008: Der Besuch der alten Dame
- 2011: Braunschlag
- 2011: Wie man leben soll
- 2013: Stille
- 2015: Käthe Kruse (Fernsehfilm)
- 2019: M – Eine Stadt sucht einen Mörder (Fernsehserie)
- 2019: Stadtkomödie – Der Fall der Gerti B.
- 2024: Kafka (Fernsehserie)

## Auszeichnungen
- 2008: Nestroy-Auszeichnung in der Kategorie Beste Nebenrolle für die Rolle des Alfons in Der jüngste Tag